# Indywidualne mistrzostwa Łotwy na żużlu
Indywidualne mistrzostwa Łotwy w sporcie żużlowym to rozgrywany corocznie cykl turniejów wyłaniających mistrza Łotwy.

## Historia
W latach 1965–1988 rozgrywane były zawody o mistrzostwo Łotewskiej SRR. Jako mistrzostwa Łotwy rozgrywane są od roku 1990.
Pierwsza edycja rozegrana w sezonie 1965, uczestniczyli w niej oprócz miejscowych zawodników, także jeźdźcy z Estońskiej SRR i Litewskiej SRR. O tytule zadecydował bieg dodatkowy, w którym wzięli udział mający po 14 punktów Reino Viidas i Anatolij Pietrowski. Estończyk popisał się dobrym startem i zwyciężył uzyskując najlepszy czas dnia, wynoszący 1:21 min. Kolejne dwie edycje rozegrano na jedynym w tym czasie łotewskim stadionie żużlowym w Dyneburgu. W latach 1976 do 1994 niektóre zawody mistrzowskie rozgrywane były na torze w ryskim kompleksie Biķernieki. Od 1995 roku wszystkie edycje rozgrywane są w Dyneburgu.

## Medaliści mistrzostw Łotewskiej SRR
| Rok                                          | Miejsce                                      | Złoto                                        | Srebro                                       | Brąz                                         | Źr.   |
| -------------------------------------------- | -------------------------------------------- | -------------------------------------------- | -------------------------------------------- | -------------------------------------------- | ----- |
| 1965                                         | Dyneburg                                     | Reino Viidas Kalev Tallinn                   | Anatolij Pietrowski Iskra Dyneburg           | Piotr Pietkow Iskra Dyneburg                 | [ 2 ] |
| 1966                                         | Dyneburg                                     | Anatolij Pietrowski Lokomotīve Dyneburg      | Władimir Smirnow Newa Leningrad              | Jurij Iliczkowicz Lokomotīve Dyneburg        | [ 3 ] |
| W latach 1967–1969 mistrzostw nie rozegrano. | W latach 1967–1969 mistrzostw nie rozegrano. | W latach 1967–1969 mistrzostw nie rozegrano. | W latach 1967–1969 mistrzostw nie rozegrano. | W latach 1967–1969 mistrzostw nie rozegrano. | [ 3 ] |
| 1970                                         | Dyneburg                                     | Anatolij Pietrowski Lokomotīve Dyneburg      | Anatolij Kuźmin Lokomotīve Dyneburg          | Wadim Wolski Lokomotīve Dyneburg             | [ 3 ] |
| W latach 1971–1975 mistrzostw nie rozegrano. | W latach 1971–1975 mistrzostw nie rozegrano. | W latach 1971–1975 mistrzostw nie rozegrano. | W latach 1971–1975 mistrzostw nie rozegrano. | W latach 1971–1975 mistrzostw nie rozegrano. | [ 3 ] |
| 1976                                         | Ryga                                         | Anatolij Kuźmin Lokomotīve Dyneburg          | Siergiej Dowżenko Lokomotīve Dyneburg        | Wadim Wolski Lokomotīve Dyneburg             | [ 3 ] |
| 1977                                         | 2 rundy Ryga                                 | Anatolij Kuźmin Lokomotīve Dyneburg          | Siergiej Dowżenko Lokomotīve Dyneburg        | Iwan Rybnikow Lokomotīve Dyneburg            | [ 3 ] |
| 1978                                         | Ryga                                         | Walerij Charitonow Lokomotīve Dyneburg       | Władimir Tkaczuk Lokomotīve Dyneburg         | Siergiej Danu Lokomotīve Dyneburg            | [ 3 ] |
| 1979                                         | Dyneburg                                     | Iwan Rybnikow Lokomotīve Dyneburg            | Wiktor Bliacha Lokomotīve Dyneburg           | Oleg Isajew Lokomotīve Dyneburg              | [ 3 ] |
| 1980                                         | Dyneburg                                     | Siergiej Dowżenko Lokomotīve Dyneburg        | Guntis Birzaks Rigatrans Ryga                | Arvīds Vītols Rigatrans Ryga                 | [ 3 ] |
| W roku 1981 mistrzostw nie rozegrano.        | W roku 1981 mistrzostw nie rozegrano.        | W roku 1981 mistrzostw nie rozegrano.        | W roku 1981 mistrzostw nie rozegrano.        | W roku 1981 mistrzostw nie rozegrano.        | [ 3 ] |
| 1982                                         | Ryga                                         | Władimir Tkaczuk Lokomotīve Dyneburg         | Władimir Rybnikow Lokomotīve Dyneburg        | Siergiej Danu Lokomotīve Dyneburg            | [ 3 ] |
| 1983                                         | Ryga                                         | Oleg Isajew Lokomotīve Dyneburg              | Władimir Tkaczuk Lokomotīve Dyneburg         | Wadim Wolski Lokomotīve Dyneburg             | [ 3 ] |
| 1984                                         | Ryga                                         | Władimir Rybnikow Lokomotīve Dyneburg        | Guntis Birzaks Ceļinieks Ryga                | Aivars Zemžans Ceļinieks Ryga                | [ 3 ] |
| 1985                                         | 2 rundy Dyneburg, Ryga                       | Władimir Rybnikow Lokomotīve Dyneburg        | Wasilij Matwiejew Lokomotīve Dyneburg        | Walerij Sokołow Lokomotīve Dyneburg          | [ 3 ] |
| 1986                                         | Ryga                                         | Siergiej Danu Lokomotīve Dyneburg            | Walerij Sokołow Lokomotīve Dyneburg          | Nikołaj Kokin Lokomotīve Dyneburg            | [ 3 ] |
| 1987                                         | Dyneburg                                     | Władimir Rybnikow Lokomotīve Dyneburg        | Nikołaj Kokin Lokomotīve Dyneburg            | Jurijs Braucējs Lokomotīve Dyneburg          | [ 3 ] |
| 1988                                         | Ryga                                         | Walerij Sokołow Lokomotīve Dyneburg          | Aivars Zemžans Ceļinieks Ryga                | Normunds Dobums Ceļinieks Ryga               | [ 3 ] |

## Medaliści mistrzostw Łotwy
| Rok                                   | Miejsce                               | Złoto                                   | Srebro                                  | Brąz                                    | Źr.    |
| ------------------------------------- | ------------------------------------- | --------------------------------------- | --------------------------------------- | --------------------------------------- | ------ |
| 1990                                  | Ryga                                  | Nikolajs Kokins Lokomotīve Dyneburg     | Normunds Dobums Ceļinieks Ryga          | Vitālijs Bizņa Lokomotīve Dyneburg      | [ 3 ]  |
| 1991                                  | Ryga                                  | Andrejs Koroļevs Lokomotīve Dyneburg    | Jurijs Braucējs Lokomotīve Dyneburg     | Vladimirs Voronkovs Lokomotīve Dyneburg | [ 3 ]  |
| 1992                                  | 3 rundy Ryga, Dyneburg, Ryga          | Nikolajs Kokins Lokomotīve Dyneburg     | Andrejs Koroļevs Lokomotīve Dyneburg    | Normunds Dobums Ceļinieks Ryga          | [ 3 ]  |
| 1993                                  | 3 rundy Dyneburg, Ryga, Dyneburg      | Vladimirs Voronkovs Lokomotīve Dyneburg | Andrejs Koroļevs Lokomotīve Dyneburg    | Nikolajs Kokins Lokomotīve Dyneburg     | [ 3 ]  |
| 1994                                  | 3 rundy Ryga, Dyneburg, Dyneburg      | Nikolajs Kokins Lokomotīve Dyneburg     | Vladimirs Voronkovs Lokomotīve Dyneburg | Andrejs Koroļevs Lokomotīve Dyneburg    | [ 3 ]  |
| 1995                                  | Dyneburg                              | Andrejs Koroļevs Lokomotīve Dyneburg    | Vladimirs Voronkovs Lokomotīve Dyneburg | Andrejs Koroļevs Lokomotīve Dyneburg    | [ 4 ]  |
| W roku 1996 mistrzostw nie rozegrano. | W roku 1996 mistrzostw nie rozegrano. | W roku 1996 mistrzostw nie rozegrano.   | W roku 1996 mistrzostw nie rozegrano.   | W roku 1996 mistrzostw nie rozegrano.   | [ 5 ]  |
| 1997                                  | Dyneburg                              | Andrzej Korolew                         | Vladimirs Voronkovs                     | Aleksandrs Bizņa                        | [ 3 ]  |
| 1998                                  | Dyneburg                              | Vladimirs Voronkovs                     | Nikolajs Kokins                         | Maksims Andrejevs                       | [ 3 ]  |
| 1999                                  | Dyneburg                              | Adam Skórnicki                          | Nikolajs Kokins                         | Robert Mikołajczak                      | [ 3 ]  |
| 2000                                  | Dyneburg                              | Andrzej Korolew                         | Vladimirs Voronkovs                     | Vitālijs Bizņa                          | [ 6 ]  |
| 2001                                  | Dyneburg                              | Andrzej Korolew                         | Piotr Markuszewski                      | Nikolajs Kokins                         | [ 7 ]  |
| W roku 2002 mistrzostw nie rozegrano. | W roku 2002 mistrzostw nie rozegrano. | W roku 2002 mistrzostw nie rozegrano.   | W roku 2002 mistrzostw nie rozegrano.   | W roku 2002 mistrzostw nie rozegrano.   | [ 5 ]  |
| 2003                                  | Dyneburg                              | Robert Mikołajczak                      | Ķasts Puodžuks                          | Aleksandrs Bizņa                        | [ 3 ]  |
| 2004                                  | Dyneburg                              | Ķasts Puodžuks                          | Christian Hefenbrock                    | Krzysztof Stojanowski                   | [ 3 ]  |
| 2005                                  | Dyneburg                              | Sławomir Dudek                          | Ķasts Puodžuks                          | Maksims Bogdanovs                       | [ 3 ]  |
| 2006                                  | Dyneburg                              | Marcin Jędrzejewski                     | Ķasts Puodžuks                          | Andrejs Koroļevs                        | [ 3 ]  |
| 2007                                  | Dyneburg                              | Ķasts Puodžuks                          | Maksims Bogdanovs                       | Grigorij Łaguta                         | [ 3 ]  |
| 2008                                  | Dyneburg                              | Grigorij Łaguta                         | Piotr Świst                             | Maksims Bogdanovs                       | [ 8 ]  |
| W roku 2009 mistrzostw nie rozegrano. | W roku 2009 mistrzostw nie rozegrano. | W roku 2009 mistrzostw nie rozegrano.   | W roku 2009 mistrzostw nie rozegrano.   | W roku 2009 mistrzostw nie rozegrano.   | [ 5 ]  |
| 2010                                  | Dyneburg                              | Grigorij Łaguta                         | Ķasts Puodžuks                          | Artiom Łaguta                           | [ 9 ]  |
| 2011                                  | Dyneburg                              | Grigorij Łaguta                         | Maksims Bogdanovs                       | Ķasts Puodžuks                          | [ 10 ] |
| 2012                                  | Dyneburg                              | Maksims Bogdanovs                       | Mirosław Jabłoński                      | Ķasts Puodžuks                          | [ 11 ] |
| 2013                                  | Dyneburg                              | Andžejs Ļebedevs                        | Maksims Bogdanovs                       | Timo Lahti                              | [ 12 ] |
| 2014                                  | Dyneburg                              | Grigorij Łaguta                         | Dienis Gizatulin                        | Michał Szczepaniak                      | [ 13 ] |
| 2015                                  | Dyneburg                              | Ķasts Puodžuks                          | Krystian Pieszczek                      | Andžejs Ļebedevs                        | [ 14 ] |
| W roku 2016 mistrzostw nie rozegrano. | W roku 2016 mistrzostw nie rozegrano. | W roku 2016 mistrzostw nie rozegrano.   | W roku 2016 mistrzostw nie rozegrano.   | W roku 2016 mistrzostw nie rozegrano.   | [ 15 ] |
| 2017                                  | Dyneburg                              | Maksims Bogdanovs                       | Ķasts Puodžuks                          | Oļegs Mihailovs                         | [ 16 ] |
| 2018                                  | Dyneburg                              | Jevgeņijs Kostigovs                     | Artjoms Trofimovs                       | Oļegs Mihailovs                         | [ 17 ] |
| 2019                                  | Dyneburg                              | Andžejs Ļebedevs                        | Timo Lahti                              | Andriej Kudriaszow                      | [ 18 ] |
| 2020                                  | Dyneburg                              | Andriej Kudriaszow                      | Oļegs Mihailovs                         | Daniils Kolodinskis                     | [ 19 ] |
| W roku 2021 mistrzostw nie rozegrano. | W roku 2021 mistrzostw nie rozegrano. | W roku 2021 mistrzostw nie rozegrano.   | W roku 2021 mistrzostw nie rozegrano.   | W roku 2021 mistrzostw nie rozegrano.   | [ 20 ] |
| 2022                                  | Dyneburg                              | Ķasts Puodžuks                          | Jevgeņijs Kostigovs                     | Oļegs Mihailovs                         | [ 21 ] |
| 2023                                  | Dyneburg                              | Andžejs Ļebedevs                        | Jakub Jamróg                            | Ķasts Puodžuks                          |        |